# اوا گونزالس
اوا گونزالس (زاده ۱۹ آوریل ۱۸۴۹ ; درگذشته ۶ مه ۱۸۸۳) نقاش امپرسیونیسم اهل فرانسه بود.

## اوایل زندگی
اوا گونزالس در پاریس به دنیا آمد و در سنین پایین توسط پدرش که نویسنده بود، امانوئل گونزالس، با محافل حرفه‌ای ادبی و هنری آشنا شد. در سال ۱۸۶۵، در سن شانزده سالگی، اوا گونزالس آموزش حرفه ای و درس‌های هنری خود را در زمینه طراحی از پرتره نگار جامعه، چارلز چاپلین آغاز کرد. او از طریق ارتباطات پدرش به عنوان رئیس بنیانگذار انجمن جنس دلتر، با اعضای مختلفی از نخبگان فرهنگی پاریس آشنا شد و از سنین جوانی با ایده‌های جدید پیرامون هنر و ادبیات در آن زمان آشنا شد.

## شاگرد ادوار مانه

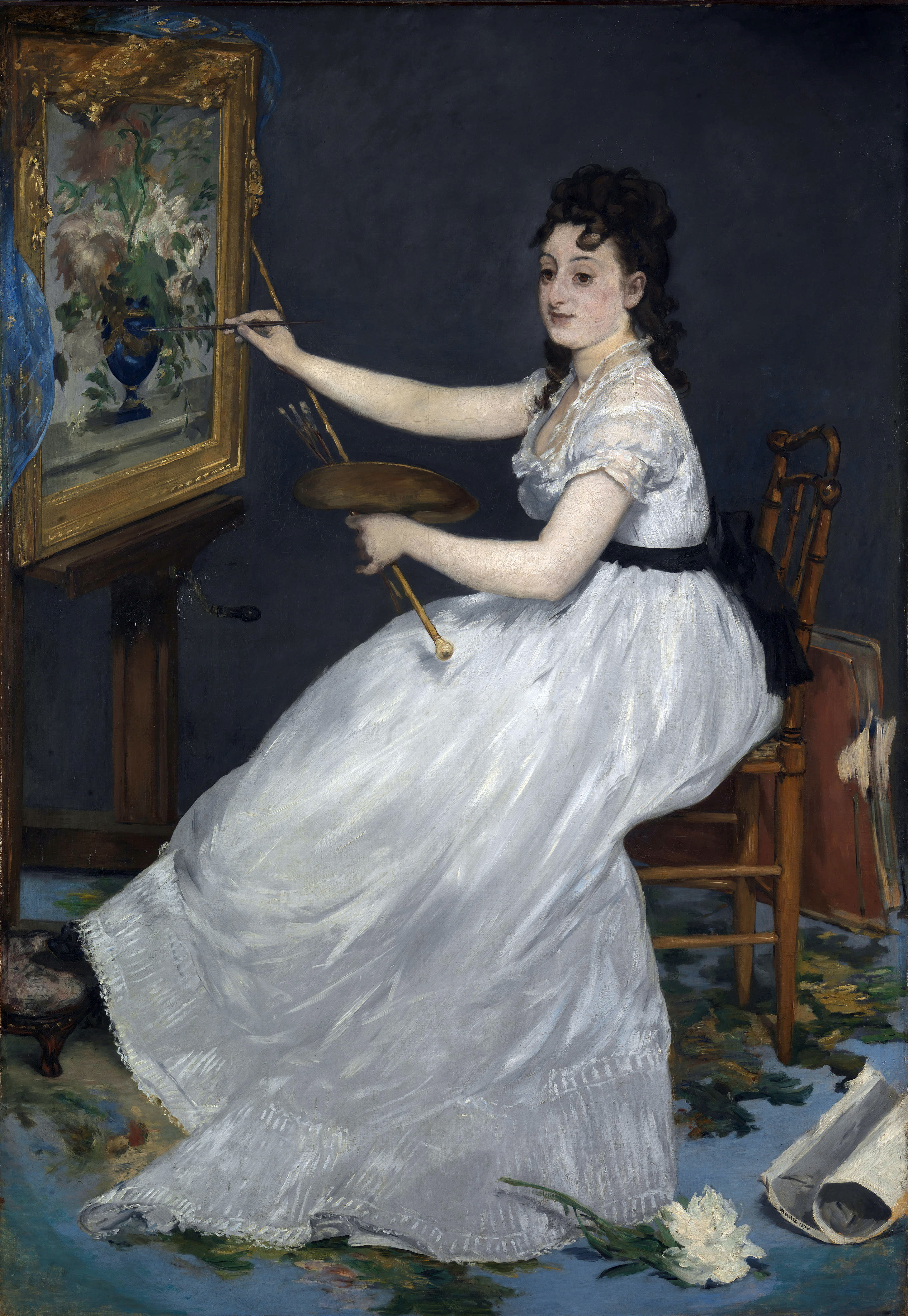
نقاشی‌ای از اوا گنزالس

گونزالس بیشتر به خاطر شروع کارش به عنوان شاگرد هنرمند ادوارد مانه در فوریه ۱۸۶۹ شناخته شده‌است. گونزالس تنها شاگرد رسمی مانه بود و همچنین برای چندین نفر از اعضای مکتب امپرسیونیسم الگوبرداری کرد.

## شغل و زندگی
کار گونزالس توسط منتقدان به دلیل شهود ذاتی که او با آن به هنر نزدیک شد و همچنین مهارت فنی اش مورد تحسین قرار گرفت. بسیاری از کارهای او از طریق بررسی‌های با بحث در مورد «تکنیک زنانه» و «هماهنگی اغوا کننده» اش مشخص شد. با این حال، نقاشی در مقیاس بزرگ او، جعبه در تئاتر ایتالیا (۱۸۷۴)، توسط هیئت داوران به عنوان «نشاط مردانه» شناخته شد، که باعث شد آنها آن را با پرسش‌هایی در مورد اصالت نقاشی او رد کنند. با این وجود، کار او توسط منتقدان مختلف مورد بررسی مثبت قرار گرفت. لویی لروی، ژول کاستاناری، و امیل زولا از کارهایی که او تمجید کردند. علاوه بر این، ماریا درایزمس، منتقد هنری، از گونزالس برای ایجاد نقاشی‌هایی حمایت می‌کرد که نحوه نگرش به نقاشان زن و جدا شدن از صحنه هنری در پاریس را به چالش می‌کشید.
مانند ادوار مانه، آثار گونزالس هرگز در نمایشگاه‌های امپرسیونیستی در پاریس به نمایش گذاشته نشد، اما او به دلیل سبک نقاشی‌اش بخشی از این گروه محسوب می‌شود. در حین تحصیل زیر نظر مانه، خودپرتره‌های گونزالس نشان می‌دهد که او با ارائه اصلاحات ظریف در نسخه مانه از او، فردیت و هویت خود را به عنوان یک هنرمند کشف می‌کند. تا سال ۱۸۷۲، او به شدت تحت تأثیر مانه بود، اما بعداً سبک شخصی تر خود را توسعه داد. این اصلاحات را می‌توان در آثاری مانند Enfant de Troupe (1870)، که اشاره ای به Le Fifre مانه (۱۸۶۶) است، مشاهده کرد، در حالی که بسیاری از نقاشی‌های بعدی او شامل پرتره‌هایی از خواهرش بود. معمولاً گونزالس از اعضای خانواده اش، به ویژه همسرش و خواهرش، ژان گونزالس، به عنوان مدل در کار خود استفاده می‌کرد.
در سال ۱۸۷۹، پس از سه سال نامزدی، با هنری گوئرارد، گرافیست و حکاک ازدواج کرد. این زوج در آوریل ۱۸۸۳، اندکی پیش از دریافت خبر مرگ مانه، صاحب پسری به نام ژان ریمون شدند. در طول جنگ فرانسه و پروس، او به دیئپ، سنه مریتیم پناه برد.
آثار او در دفاتر نقد هنری L'Art در سال 1882 و در ژرژ پتی در سال ۱۸۸۳ به نمایش گذاشته شد. امروزه یکی از برجسته‌ترین آثار گونزالس A Loge in the Théàtre des Italiens (1874) است که «به‌عنوان یکی از تحریک‌کننده‌ترین نقاشی‌های روز خود توصیف می‌شود.

## مرگ
در سال ۱۸۸۳، گونزلس در سی و چهار سالگی هنگام زایمان درگذشت، آثار او همچنین در سال ۱۹۵۲ در موزه ملی هنرهای زیبای مونت کارلو به نمایش گذاشته شده‌است.

## آثار

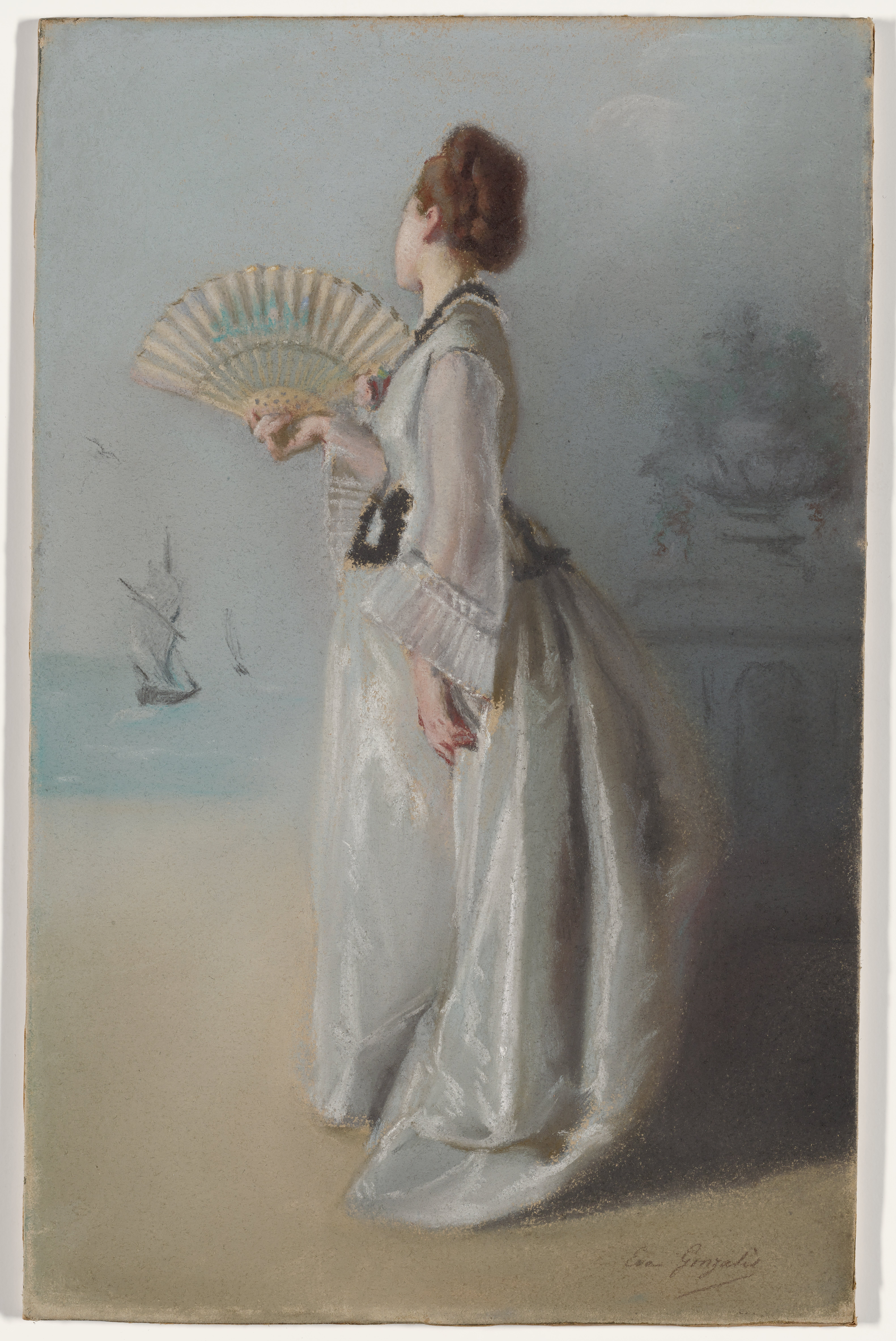
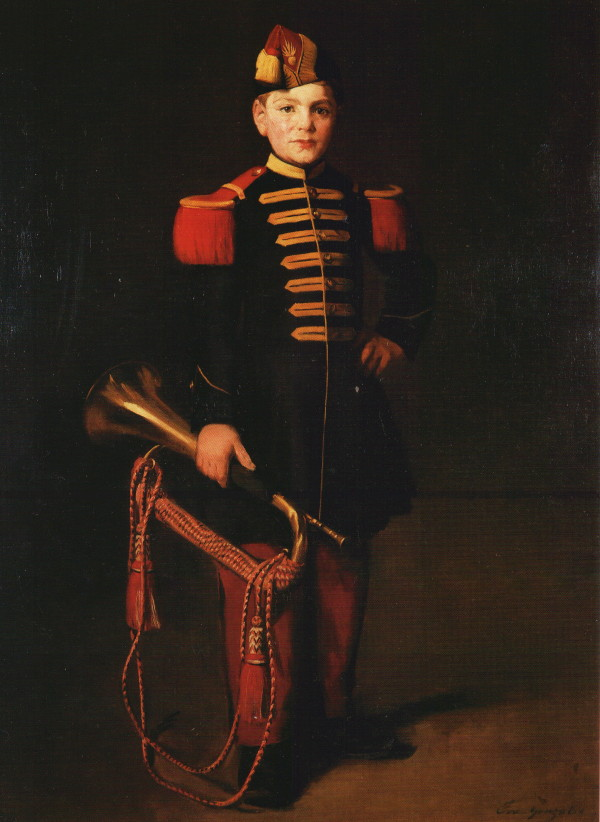
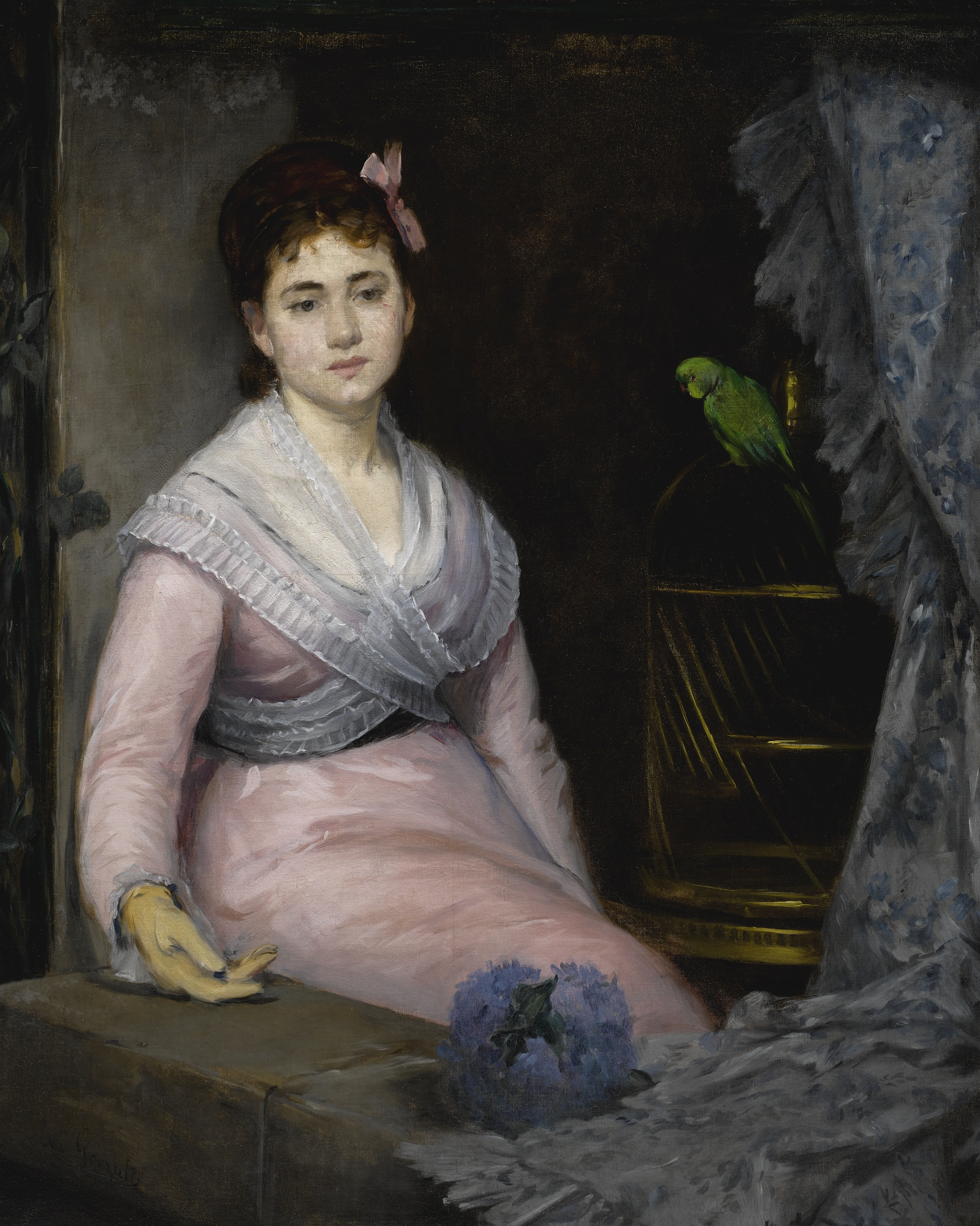
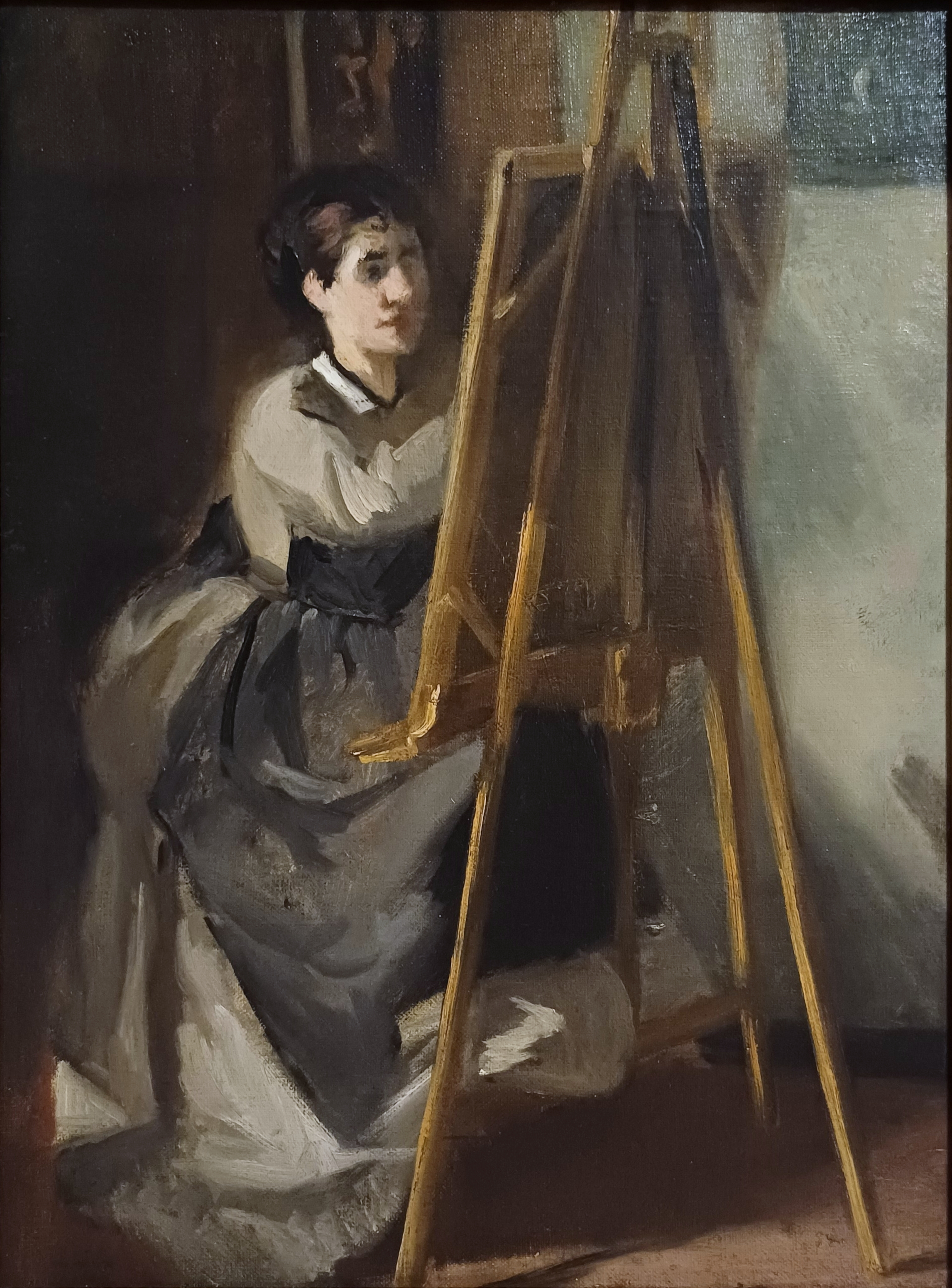
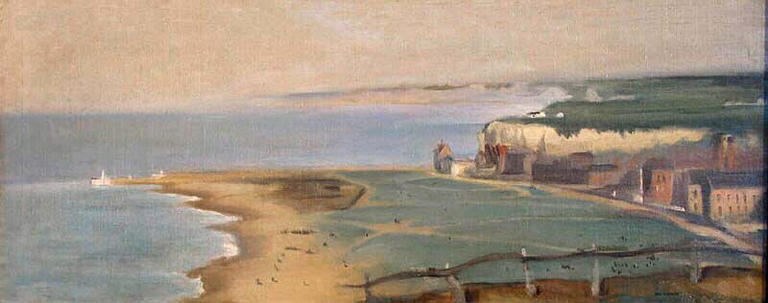
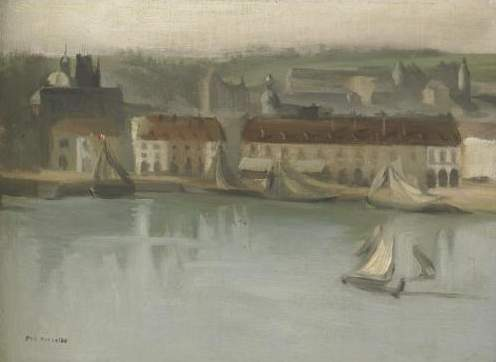
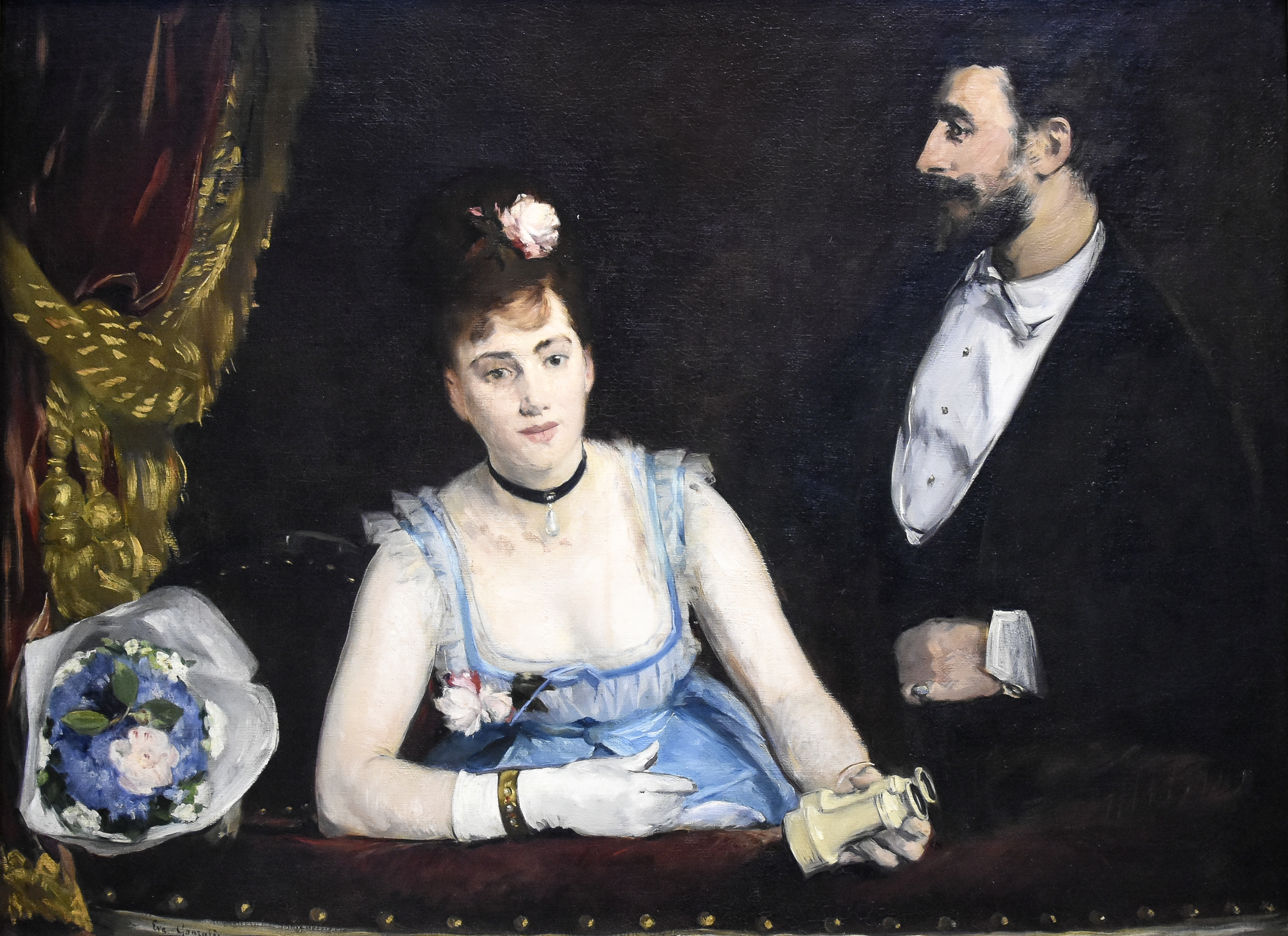
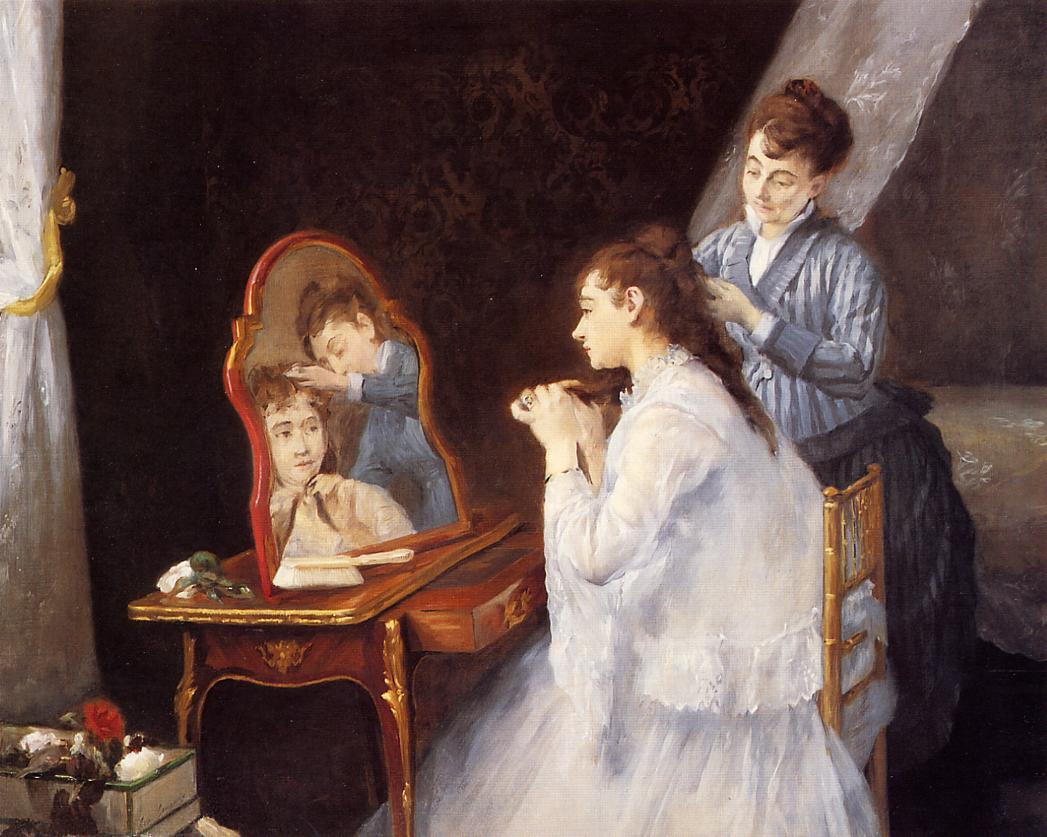